# Cosmopterix eukelade
Cosmopterix eukelade là một loài bướm đêm thuộc họ Cosmopterigidae. Nó được tìm thấy ở Peru.
Chiều dài cánhh trước là 4,9 mm. Loài này được đặt tên theo Eukelade, một Mặt Trăng của Sao Mộc.